# Вінцас Кудірка
Ві́нцас Куді́рка (лит: Vincas Kudirka, біл: Вінцас Кудзірка, 31 грудня 1858 року — 16 листопада 1899 року) — литовський журналіст, поет та перекладач, музикант і композитор, автор музики та тексту литовського національного гімну Tautiška Giesmė, лікар за освітою.

## Біографія
В 1881 році закінчив гімназію в Маріямполі, вступив на історико-філологічне відділення Варшавського університету, змінивши невдовзі напрямок студій на медичний. В 1888 році зорганізував патріотичне товаристо студентів-литвинів «Летува», з 1889 році товариство видавало першу литовськомовну газету Varpas (лит: Дзвін). Кудірка був одночасно головним редактором, коректором і адміністратором газети.
В 1890—1894 роках працював лікарем у Шакяї, з 1897 року мешкав у Науместісі, де й помер від туберкульозу у віці 40 років.
Перекладав Джорджа Байрона, Адама Міцкевича, Юліуша Словацького, Йоганна-Фрідріха Шіллера.